# Michael Hull
Michael Anthony Hull (* 21. Juli 1959 in Bückeburg) ist ein deutscher Wettkampftänzer, mehrfacher Deutscher Meister und vierfacher Weltmeister. Er ist Tanzlehrer in Osnabrück und Umgebung. 

## Leben
Von 1980 bis 1991 tanzte er mit seiner Schwester Patricia Anne „Patsy“ Hull-Krogull, geb. Hull (in Newark/England). Zwischen 1992 und 1994 trainierte er mit ihr die Standardformation des 1. Tanzclub Ludwigsburg und wurde mit ihr Vizeeuropa- und Vizeweltmeister. Von 1992 bis 1994 war Linda Pettersen seine Partnerin. Nachdem er 1996 bis 1998 mit Mirjam Zwjisen erfolgreich war, beendete er 1998 seine aktive Karriere.
Er hat neben seiner Schwester Patsy noch einen Bruder und lebt in Osnabrück.
Michael Hull saß 2006 und 2007 in der Jury der RTL-Tanzshow Let’s Dance.
Für soziales Engagement im Kampf gegen soziale Ausgrenzung wurde er 2013 gemeinsam mit seiner Schwester Patsy mit der Verdienstmedaille des Verdienstordens der Bundesrepublik Deutschland ausgezeichnet.
Michael Hull ist Gründer und Vorsitzender der Patsy und Michael Hull Foundation.
Bei den Osnabrücker Stadtratswahlen im September 2021 war Hull als Kandidat der CDU auf Listenplatz 5 im Wahlbereich 6 (Altstadt/Westerberg/Weststadt) aufgestellt, konnte jedoch kein Mandat erreichen.

## Erfolge
- 1980
  - Weltmeister im Discotanz
- 1982
  - Deutscher Meister über 10 Tänze
- 1983
  - Vize-Weltmeister über 10 Tänze
  - Vize-Europameister über 10 Tänze
- 1984
  - Deutscher Meister über 10 Tänze
- 1986
  - Vize-Weltmeister über 10 Tänze
  - Vize-Europameister über 10 Tänze
  - Deutscher Meister über 10 Tänze
- 1987
  - Weltmeister über 10 Tänze bei den WDC World Professional Ten Dance Championships[11][12][13]
  - Vize-Europameister über 10 Tänze
  - Deutscher Meister über 10 Tänze
- 1988
  - Vize-Weltmeister über 10 Tänze
  - World-Cup-Gewinner über 10 Tänze
  - Europameister über 10 Tänze
  - Deutscher Meister über 10 Tänze
- 1989
  - Weltmeister über 10 Tänze bei den WDC World Professional Ten Dance Championships
  - World-Cup-Gewinner über 10 Tänze
  - Europameister über 10 Tänze
  - Deutscher Meister über 10 Tänze
- 1990
  - Weltmeister über 10 Tänze bei den WDC World Professional Ten Dance Championships
  - Weltmeister Kür Standard
  - World-Cup-Gewinner über 10 Tänze
  - Europameister über 10 Tänze
  - Deutscher Meister über 10 Tänze
  - Deutscher Meister Standard
- 1991
  - Weltmeister Kür Standard
  - Deutscher Meister Standard
- 1992
  - Deutscher Meister über 10 Tänze
- 1993
  - Weltmeister Kür Latein
  - Vizeweltmeister über 10 Tänze[14]
  - World-Cup-Gewinner über 10 Tänze
  - Europameister über 10 Tänze
  - Europa-Cup-Gewinner Latein
  - Vize-Europameister über 10 Tänze
  - Deutscher Meister über 10 Tänze
  - Deutscher Meister Kür Latein
- 1994
  - Weltmeister Kür Latein
  - Vizeweltmeister über 10 Tänze[15]
  - World-Cup-Gewinner über 10 Tänze
  - Europameister über 10 Tänze
  - Deutscher Meister über 10 Tänze
- 1996
  - World-Cup-Gewinner über 10 Tänze
  - US-Open Gewinner Latein
- 1998
  - Weltmeister über 10 Tänze bei den WDC World Professional Ten Dance Championships[16]

## Trivia
Michael Hull hat am 22. und 23. November 2007 bei einem Wohltätigkeits-Tanzmarathon für den RTL-Spendenmarathon einen Weltrekord aufgestellt. Er tanzte in 24 Stunden mit mehr als 1068 Frauen.